# Colldejou
Colldejou is een gemeente in de Spaanse provincie Tarragona in de regio Catalonië. De gemeente heeft een oppervlakte van 14 km² en telt 171 inwoners (1 januari 2016). Colldejou ligt in een bergachtig gebied, ongeveer tien kilometer van de Middellandse Zeekust. Het dorp ligt aan de voet van de Sierra de Llaberia en de 914 meter hoge Mola de Colldejou.

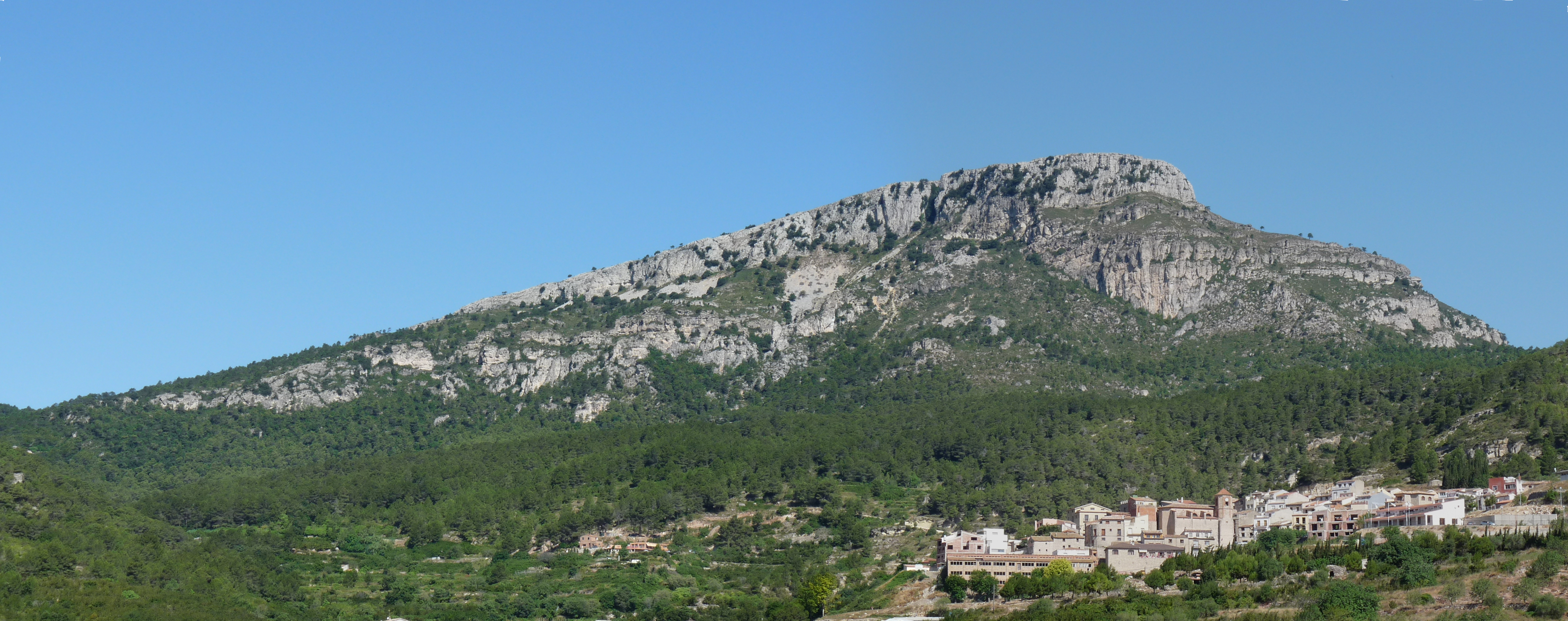
Colldejou aan de voet van de Mola de Colldejou

## Bezienswaardigheden
- De Església de Sant Llorenç, de parochiekerk gewijd aan Sint-Laurenius
- De Mola de Colldejou
- Het beschermde Castell de la Mola op de Mola de Colldejou

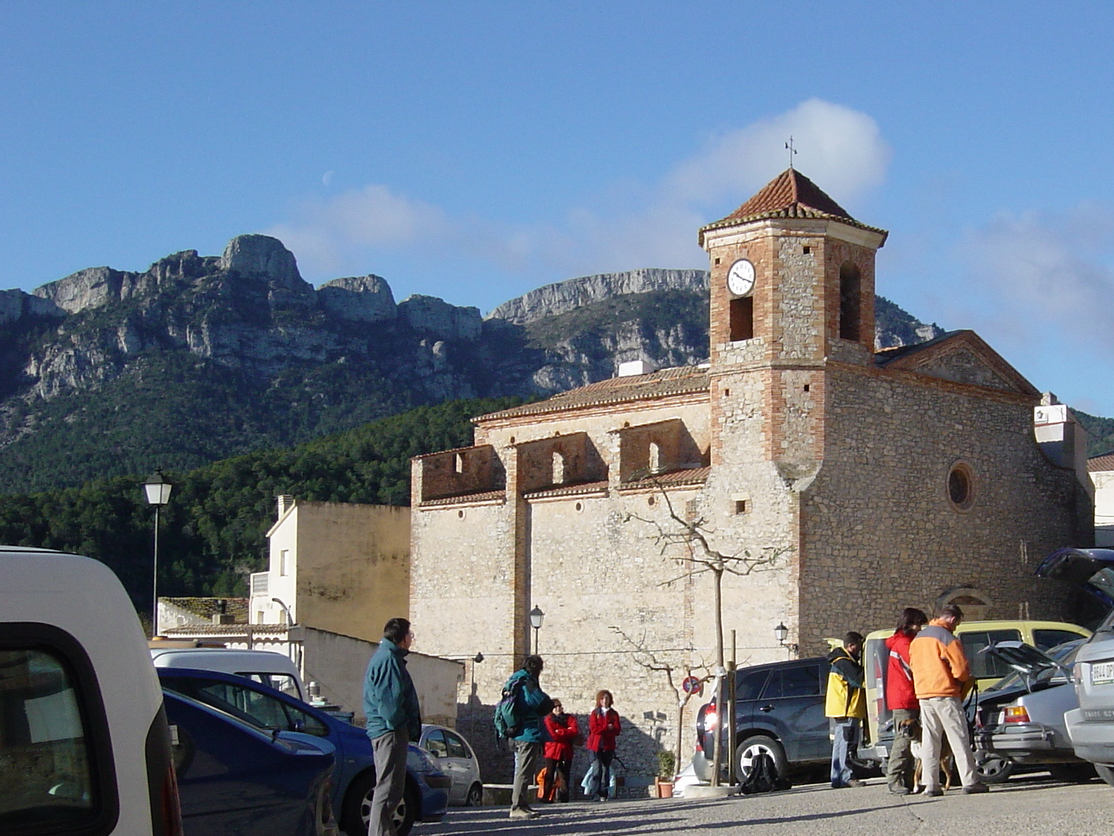
Església de Sant Llorenç
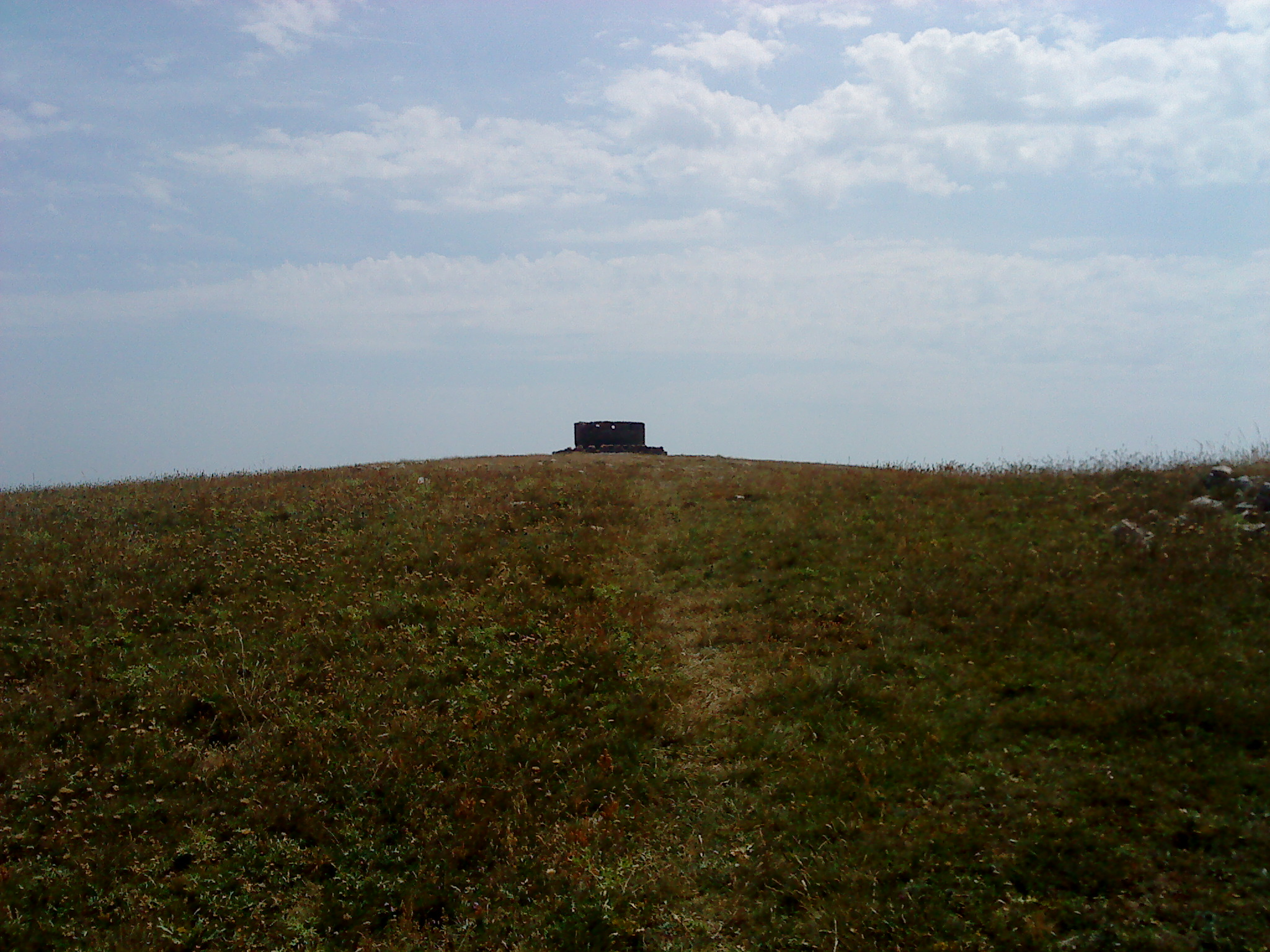
Castell de la Mola

## Demografische ontwikkeling
Bron: INE, 1857-2011: volkstellingen